# 中華民國全國運動會網球比賽
中華民國全國運動會網球比賽是中華民國全國運動會的正式比賽項目，自台灣區運動會改制為全國運動會後的第一屆全國運動會（民國88年）皆為各屆舉辦的正式項目。共分為一般網球以及軟式網球等項目，男子組.女子組以及混合組一共可分為14個項目。

## 比賽場館
| 屆份     | 年份 (民國) | 主辦城市             | 網球決賽場館       | 軟式網球決賽場館   |
| -------- | ----------- | -------------------- | ------------------ | ------------------ |
| 第一屆   | 88          | 桃園縣               | 林口體育學院       |                    |
| 第二屆   | 90          | 高雄市 高雄縣 屏東縣 | 高市陽明網球中心   | 高縣中正網球場     |
| 第三屆   | 92          | 臺北縣               | 新莊網球場         | 樹林網球場         |
| 第四屆   | 94          | 雲林縣               | 西螺運動公園網球場 | 雲林科技大學網球場 |
| 第五屆   | 96          | 臺南市               | 臺南市立網球場     | 臺南市立軟式網球場 |
| 第六屆   | 98          | 臺中市               | 中興網球場         | 臺中公園           |
| 第七屆   | 100         | 彰化縣               | 員林運動公園       | 中興網球場         |
| 第八屆   | 102         | 臺北市               | 彩虹河濱公園網球場 | 天母網球場         |
| 第九屆   | 104         | 高雄市               | 陽明網球中心       | 中山網球場         |
| 第十屆   | 106         | 宜蘭縣               | 宜蘭運動公園網球場 | 羅東運動公園網球場 |
| 第十一屆 | 108         | 桃園市               | 國立中央大學網球場 | 桃園市立網球場     |
| 第十二屆 | 110         | 新北市               | 新莊網球場         | 樹林網球場         |
| 第十三屆 | 112         | 臺南市               | 新營網球場         | 國立成功大學網球場 |

## 外部連結
- 教育部體育署（页面存档备份，存于）